# Liste der Bodendenkmale in Eschede
In der Liste der Bodendenkmale in Eschede sind alle Bodendenkmale der niedersächsischen Gemeinde Eschede aufgelistet. Die Quelle ist der Denkmalatlas Niedersachsen. Der Stand der Liste ist der 12. Juni 2024.

## Allgemein
In den Spalten finden sich folgende Informationen des Bodendenkmales :
- Lage        : geographische Koordinaten
- Bezeichnung : Bezeichnung lt. Denkmalatlas
- Beschreibung: Beschreibung lt. Denkmalatlas
- ID          : Objekt-ID
- Bild        : Bild, ggf. zusätzlich mit Link zu weiteren Fotos im Medienarchiv Wikimedia Commons.

## Habighorst
| Lage                         | Bezeichnung                   | Beschreibung | ID       | Bild |
| ---------------------------- | ----------------------------- | --- | -------- | ---- |
| 52° 42′ 19″ N, 10° 11′ 18″ O | Habighorst 2, Immenwall/-zaun | Ringförmiger Wall mit außen liegendem Graben, eine Fläche von ca. 39 × 39 m einschließend. Wallbasis-Br. ca. 3 m, H. ca. 0,7 m, Graben-Br. ca. 0,9 m, T. bis 0,3 m. Bereits 1717 urkundlich als Immenstelle erwähnt. | 28924672 | BW   |
| 52° 42′ 22″ N, 10° 13′ 4″ O  | Habighorst 3, Wegespuren      | Bis zu vier nebeneinander verlaufende, bis 1 m tief eingeschnittene Wegespuren. Besonders ausgeprägt im Hangbereich nördlich des Baches; im Norden und Süden im flacheren Gelände allmählich auslaufend. Im mittleren Bereich sind die Spuren auf etwa 70 m Länge durch die Anlage eines Fischteiches, im südlichen Bereich durch den modernen Weg zerstört. Ein- und Ausfahrt zur Furt durch den Quarmbach im Verlauf einer wichtigen Handelsstraße (später Brandenburger Heerstraße) nach Celle. Dieser Übergang war Ende des 18. Jh. noch in Benutzung, wie aus Blatt 97 der Kurhannoverschen Landesaufnahme von 1777 hervorgeht. | 28924801 | BW   |

## Scharnhorst
| Lage                         | Bezeichnung | Beschreibung | ID       | Bild |
| ---------------------------- | ----------- | --- | -------- | ---- |
| 52° 43′ 59″ N, 10° 15′ 48″ O | Wölbacker   | Gut erhaltenes Wölbackerfeld auf einer Fläche von ca. 200 × 200 m, Ausrichtung annähernd Nord-Süd, Br. der Beete ca. 7-9 m. Im NW der Fläche wurde Ende 2002 ein Teich (Feuchtbiotop) angelegt, wobei Teile des Wölbackerfeldes zerstört wurden. O. Petersen vermutet, dass das Wölbackerfeld zu dem urkundlich zuerst 1330 genannten „Hunenborstelde“ (= Hohenbostel) gehört hat. Das Dorf lag wohl 1368 schon wüst, denn in späteren Urkunden wird nur noch die Mastberechtigung betont. | 38413949 |      |